# Gourgeon
Gourgeon är en kommun i departementet Haute-Saône i regionen Bourgogne-Franche-Comté i östra Frankrike. Kommunen ligger i kantonen Combeaufontaine som tillhör arrondissementet Vesoul. År 2022 hade Gourgeon 178 invånare.

## Befolkningsutveckling
Antalet invånare i kommunen Gourgeon
| Referens: INSEE |